# Stara Droga Praska

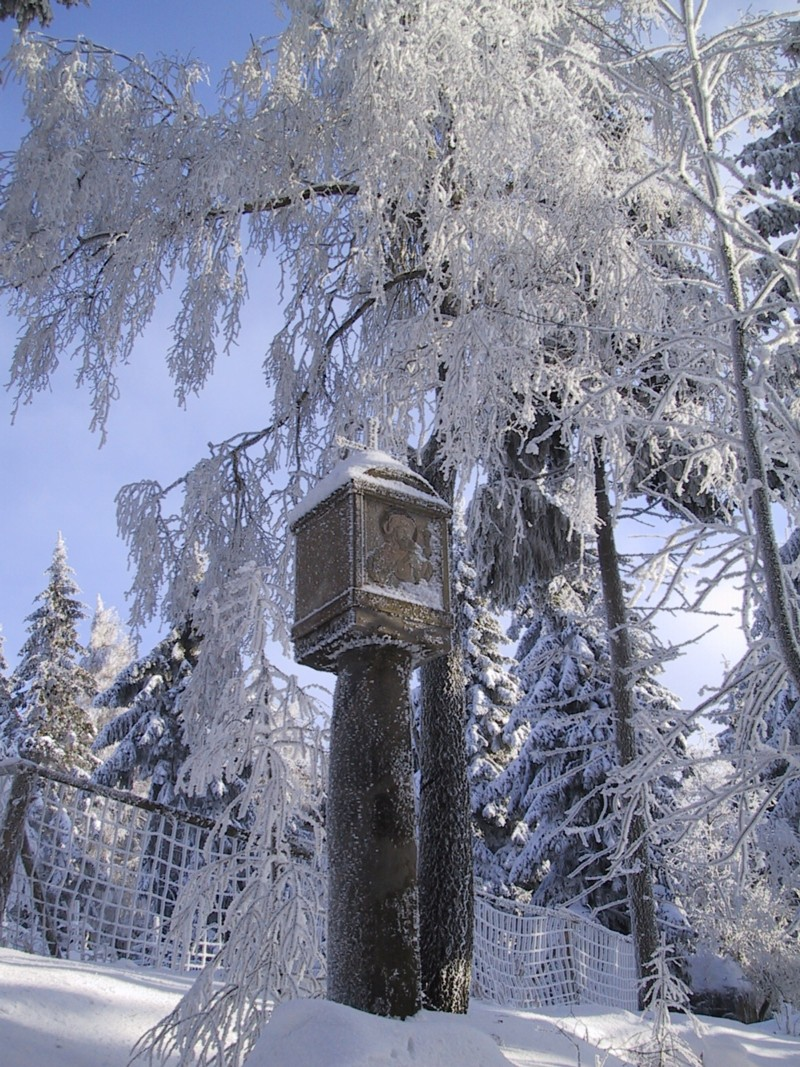
Na Starej Praskiej Drodze w Górach Łużyckich

Stara Praska Droga – „Czeska ścieżka”, średniowieczny szlak handlowy i komunikacyjny między Łużycami Górnymi a Pragą.
Stara Praska Droga należała do najstarszych połączeń komunikacyjnych i handlowych między Łużycami Górnymi a centrum Czech. Szlak prowadził z Budziszyna przez Obergurig, Kirschau, Schirgiswalde i Sohland na czeską stronę i dalej przez Rumburk, Jiřetín pod Jedlovou i Czeską Lipę do Pragi.
Szlak najprawdopodobniej powstał na przełomie IX wiek- X wieku, w okresie wędrówki słowiańskich osadników z Łużyc w górę rzeki Sprewy. Szlak ze względu na najkrótsze połączenie Budziszyna z Pragą, stał się szybko znaczącym szlakiem handlowym dla dalekiego handlu. Od XIV wieku szlak powoli tracił na znaczeniu i był coraz mniej uczęszczany. Z początkiem XIX wieku, po wojnach wyzwoleńczych (1813-1815), kiedy rozpoczęto budowę dróg utwardzonych, ze względu na zanikającą ważność szlaku, nie poprowadzono w całości drogi utwardzonej, po historycznej trasie Starej Praskiej Drogi. Prastare prowadzenie szlaku jest widoczne w wielu miejscach, przede wszystkim przy brodach i przełęczach, ponadto w wielu miejscach obecne drogi asfaltowe pokrywają się z trasą dawnego szlaku. Po szlaku pozostały obiekty i wiele śladów, które świadczą o ważności tego prastarego szlaku: bród na Sprewie przy moście Scharfenbrück w Budziszynie, który w dokumentach historycznych występujące pod nazwą „Bród Danibora”, przejście przez Sprewę w Obergurig, przełęcz między wzniesieniami Mönchswalder Berg i Adlerberg koło Wilthen i przejście przez przełęcz Stožecké sedlo oraz pozostałości zamków obronnych w Kirschau, Sohland nad Szprewą i Tolsztejn (czes. Tolštejn) koło Jiřetina pod Jedlovou.